# Lazourni
Lazourni (Лазу́рный) est un village de Russie dans le raïon Krasnoarmeïski (oblast de Tcheliabinsk). C'est le centre administratif de la municipalité du même nom. Autrefois, il s'appelait Seebergheim et était peuplé de colons allemands.

## Géographie
Le village se trouve au bord du lac Sougoïak, au sud-ouest, à 19 km de Miasskoïe, chef-lieu du raïon.

## Population
Recensements (*) ou estimations de la population
| 2002* | 2010* | - | - | - |
| ----- | ----- | - | - | - |
| 1 807 | 1 759 | - | - | - |

D'après le recensement de 2010, il y avait 1 750 habitants à Lazourni, dont 810 hommes et 949 femmes.

## Rues
Le village est constitué d'un réseau de voies de 33 rues et de 3 ruelles.